# Haptocillium zeosporum
Haptocillium zeosporum är en svampart som först beskrevs av Drechsler, och fick sitt nu gällande namn av Zare & W. Gams 2001. Haptocillium zeosporum ingår i släktet Haptocillium och familjen Ophiocordycipitaceae.   Inga underarter finns listade i Catalogue of Life.